# Liste der Monuments historiques in Preignac
Die Liste der Monuments historiques in Preignac führt die Monuments historiques in der französischen Gemeinde Preignac auf.

## Liste der Bauwerke
| Bezeichnung         | Beschreibung              | Standort | Kennzeichnung | Schutzstatus | Datum | Bild           |
| ------------------- | ------------------------- | -------- | ------------- | ------------ | ----- | -------------- |
| Schloss Les Rochers | Erbaut im 18. Jahrhundert | (Lage)   | PA33000103    | Inscrit      | 2008  | weitere Bilder |
| Schloss Malle       |                           | (Lage)   | PA00083681    | Classé       | 1949  | weitere Bilder |
| Kirche St-Vincent   |                           | (Lage)   | PA00083682    | Inscrit      | 1925  | weitere Bilder |

## Liste der Objekte
- Monuments historiques (Objekte) in Preignac in der Base Palissy des französischen Kultusministeriums